# André Lange
André Lange (Ilmenau, 28 giugno 1973) è un ex bobbista tedesco, attuale capo allenatore della nazionale di bob cinese.
Ha vinto un totale di quattro medaglie d'oro alle Olimpiadi (record condiviso con il suo frenatore Kevin Kuske), tra cui la "doppietta" bob a due/bob a quattro ottenuta a Torino 2006, un'impresa riuscita soltanto ad altri cinque piloti nella storia dei giochi: l'italiano Eugenio Monti, il tedesco occidentale Andreas Ostler, i tedeschi orientali Meinhard Nehmer e Wolfgang Hoppe e il connazionale Francesco Friedrich. A questa doppietta si aggiungono l'oro ottenuto nel bob a quattro a Salt Lake City 2002 e quello vinto nel bob a due a Vancouver 2010.
Oltre ai successi olimpici, Lange annovera nel suo palmarès anche otto titoli mondiali, altrettanti europei, nove trofei di Coppa del Mondo e 44 vittorie di tappa nel massimo circuito mondiale, numeri che lo rendono uno tra gli atleti più vittoriosi di sempre in questo sport.

## Biografia
Iniziò a praticare lo slittino all'età di 8 anni.

### Le categorie giovanili
Si dedica al bob dal 1993 e si distingue nelle categorie giovanili vincendo ben cinque medaglie d'oro ai mondiali juniores, primeggiando in entrambe le specialità sia ad Altenberg 1997 che a Cortina d'Ampezzo 1998 e vincendo la gara di bob a quattro ad Altenberg 1999. Ha vinto anche altri due argenti nel bob a quattro e uno nel bob a due.

### Coppa del Mondo
Debutta in Coppa del Mondo nella stagione 1998/99, esordendo il 14 novembre 1998 a Calgary nel bob a quattro, occasione in cui ottenne anche il suo primo podio nonché la sua prima vittoria, con i frenatori Christoph Heyder, Enrico Kühn e Lars Behrendt. Nel corso della sua carriera Lange riuscirà a salire sul gradino più alto del podio per altre 52 volte sino alla stagione 2009/10, annata in cui colse la sua ultima vittoria, il 25 gennaio 2010 ad Igls.
Ha conquistato un trofeo finale nel bob a due (2007/08), quattro nel bob a quattro (2000/01, 2002/03, 2003/04 e 2007/08) e altrettanti nella combinata maschile (2000/01, 2002/03, 2003/04 e 2007/08), per un totale di nove allori che lo piazzano al secondo posto di sempre alle spalle del campione canadese Pierre Lueders (11 trofei).

### Giochi Olimpici

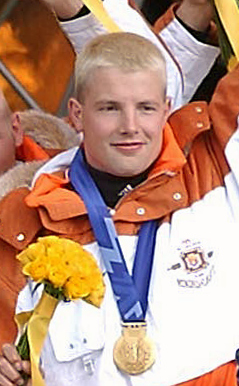
André Lange con al collo la medaglia d'oro olimpica vinta nel bob a quattro a

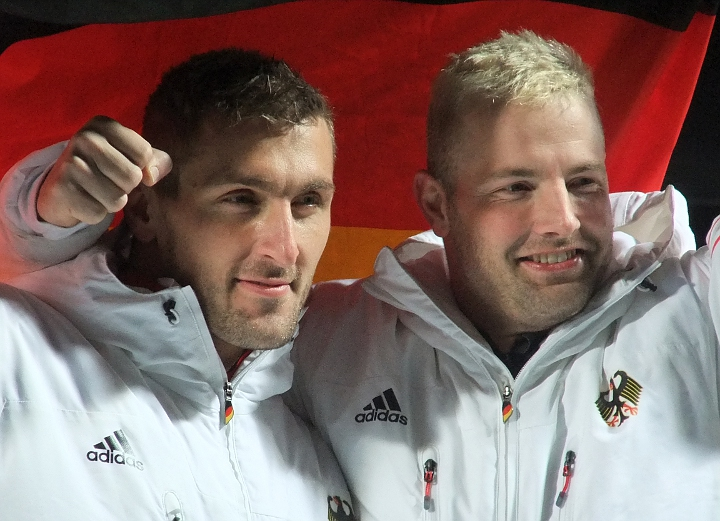
Lange (a destra) con Kevin Kuske, oro olimpico nel bob a due a

Ha partecipato a tre edizioni dei Giochi olimpici invernali vincendo cinque medaglie d'oro e una d'argento: a Salt Lake City 2002 conquistò l'oro nel bob a quattro con i compagni Carsten Embach, Enrico Kühn e Kevin Kuske. 
Quattro anni dopo, a Torino 2006 ripeté l'impresa nella stessa specialità con Kevin Kuske, René Hoppe e Martin Putze, oltre a vincere l'oro nel bob a due con Kuske. 
A Vancouver 2010 ha infine conquistato l'oro nel bob a due sempre con Kuske e l'argento nel bob a quattro; per quella stessa Olimpiade il Comitato Olimpico tedesco lo aveva inoltre designato quale portabandiera della delegazione tedesca ai Giochi.
Con le due medaglie d'oro ottenute in entrambe le discipline a Torino 2006 Lange entrò a far parte del ristretto numero di piloti capaci di ottenere la "doppietta" bob a due-bob a quattro nella medesima rassegna olimpica; prima di lui l'impresa era infatti riuscita soltanto ad altri quattro piloti nella storia dei Giochi: il tedesco occidentale Andreas Ostler a Oslo 1952, l'italiano Eugenio Monti a Grenoble 1968 e i tedeschi orientali Meinhard Nehmer e Wolfgang Hoppe, rispettivamente a Innsbruck 1976 e a Sarajevo 1984, cui si aggiunse poi anche il connazionale Francesco Friedrich con il doppio oro di Pyeongchang 2018. Detiene inoltre il record di medaglie d'oro vinte nel bob alle olimpiadi (quattro), in coabitazione con il suo frenatore Kevin Kuske, con quale ottenne anche la storica doppietta del 2006.

### Campionati mondiali ed europei

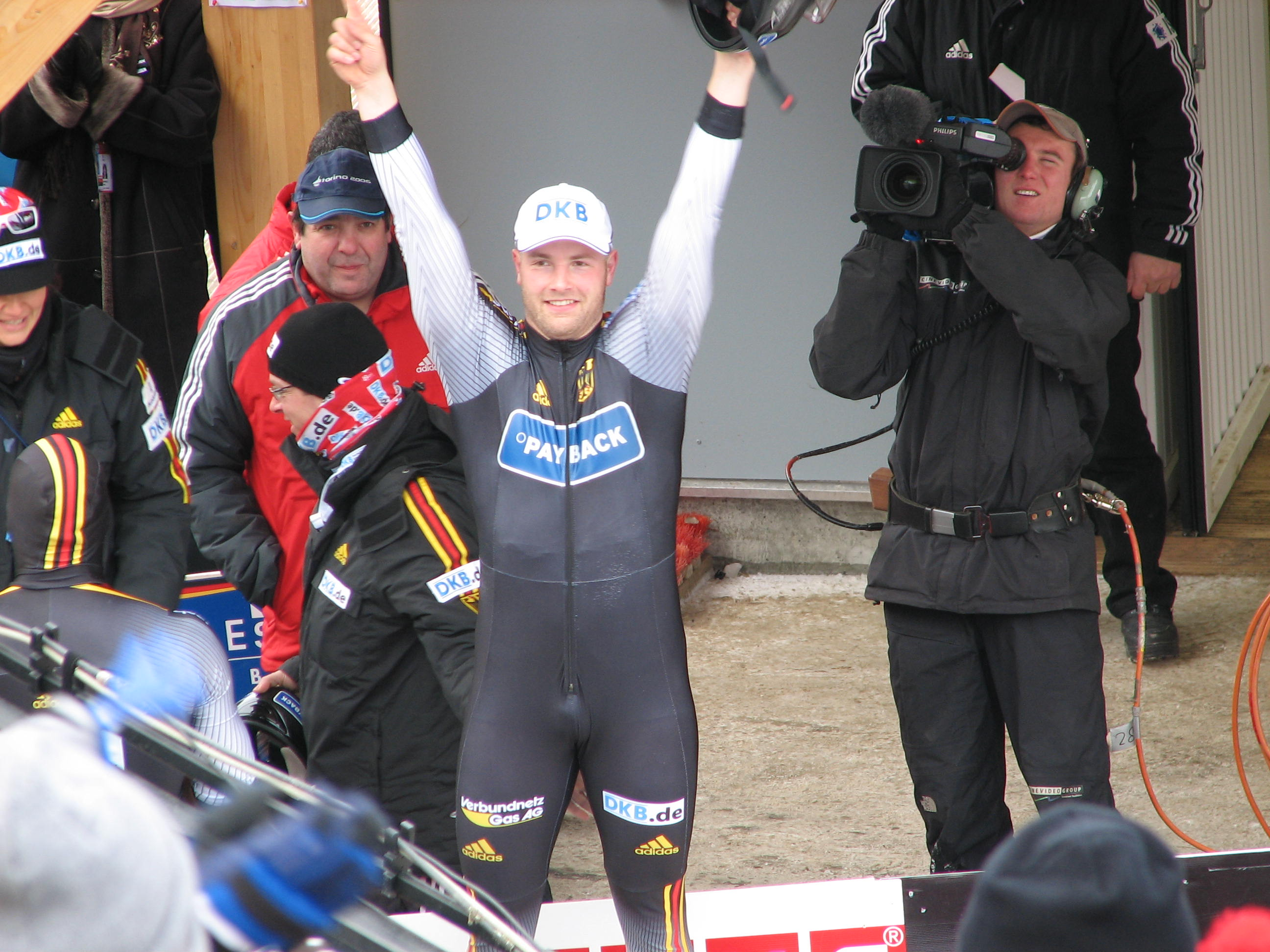
Andrè Lange ai campionati mondiali di Altenberg 2008, dove vinse l'oro in entrambe le specialità

Lange conta anche nove partecipazioni ai campionati mondiali di cui la prima è stata a Cortina d'Ampezzo 1999 dove si piazzò sesto nel bob a due e settimo a quattro.
Ha vinto un totale di 14 medaglie in sette edizioni disputate dal 2000 al 2008, tra cui otto ori: bob a due a St. Moritz 2007, bob a quattro ad Altenberg 2000, Schönau am Königssee 2004 e Calgary 2005 e in due occasioni riuscì a primeggiare in entrambe le specialità: a Lake Placid 2003 e ad Altenberg 2008. Completano il suo bottino ai mondiali quattro argenti e due bronzi. 
Agli europei Lange si è aggiudicato 19 medaglie tra cui otto d'oro (bob a due nel 2000, 2005, 2006 e 2009, bob a quattro nel 2002, 2004, 2007 e 2010) oltre a
sette argenti e quattro bronzi. Ha vinto anche due titoli nazionali nel bob a quattro.

### Dopo il ritiro

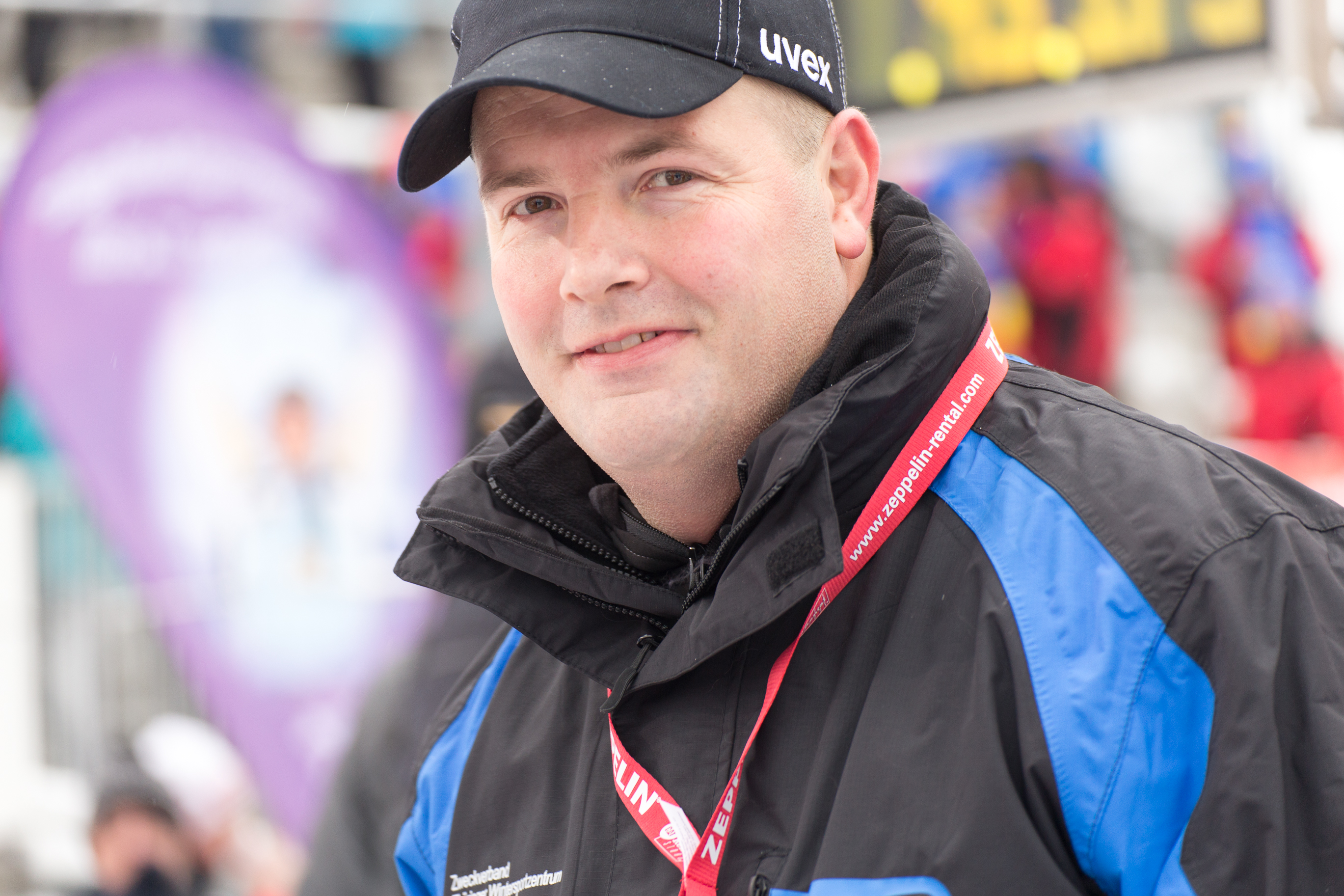
Lange a Oberhof nel 2016

Si è ritirato dall'attività agonistica al termine della stagione 2009/2010 che ha chiuso vincendo le ultime quattro gare di Coppa nel bob a quattro e conquistando un oro e un argento ai Giochi di Vancouver 2010.
Dal 1º agosto 2014 ha assunto il ruolo di funzionario della Oberhofer Bundesleistungszentrums, associazione sportiva con sede ad Oberhof. e ad agosto del 2017 è stato nominato capo allenatore della nazionale di slittino sudcoreana, ornando ad occuparsi della disciplina che lo vide crescere sulle piste ghiacciate in gioventù.
Al termine delle olimpiadi di Pyeongchang 2018 è passato ad allenare la nazionale di bob cinese insieme al canadese Pierre Lueders, suo grande avversario sulle piste durante l'attività agonistica.

## Vita privata
Dal 2012 è legato sentimentalmente alla saltatrice in alto Ariane Friedrich, che lo ha reso padre il 12 settembre 2014, giorno in cui è nata la piccola Amy.

## Palmarès

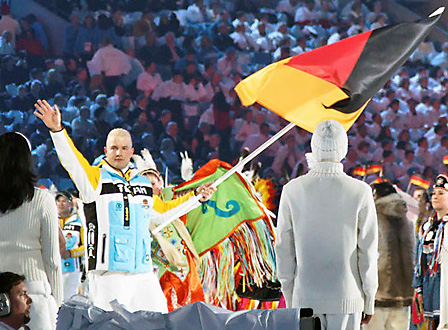
Lange in qualità di portabandiera durante la cerimonia d'apertura dei XXI Giochi olimpici invernali di Vancouver 2010

### Olimpiadi
- 5 medaglie:
  - 4 ori (bob a quattro a Salt Lake City 2002; bob a due, bob a quattro a Torino 2006; bob a due a Vancouver 2010);
  - 1 argento (bob a quattro a Vancouver 2010).

### Mondiali
- 14 medaglie:
  - 8 ori (bob a quattro ad Altenberg 2000; bob a due, bob a quattro a Lake Placid 2003; bob a quattro a Schönau am Königssee 2004; bob a quattro a Calgary 2005; bob a due a Sankt Moritz 2007; bob a due, bob a quattro ad Altenberg 2008);
  - 4 argenti (bob a due a Altenberg 2000; bob a quattro a Sankt Moritz 2001; bob a due a Calgary 2005 e bob a quattro a Lake Placid 2009);
  - 2 bronzi (bob a due a Schönau am Königssee 2004, bob a quattro a Sankt Moritz 2007).

### Europei
- 14 medaglie:
  - 8 ori (bob a due a Cortina d'Ampezzo 2000; bob a quattro a Cortina d'Ampezzo 2002; bob a quattro a Sankt Moritz 2004; bob a due a Altenberg 2005; bob a due a Sankt Moritz 2006; bob a quattro a Cortina d'Ampezzo 2007; bob a due a Sankt Moritz 2009; bob a quattro a Igls 2010);
  - 7 argenti (bob a due a Cortina d'Ampezzo 2002; bob a quattro a Winterberg 2003; bob a quattro a Winterberg 2003; bob a quattro a Altenberg 2005; bob a quattro a Sankt Moritz 2006; bob a due a Cesana Torinese 2008; bob a due a Igls 2010);
  - 4 bronzi (bob a quattro a Schönau am Königssee 2001; bob a due a Sankt Moritz 2004; bob a due a Cortina d'Ampezzo 2007; bob a quattro a Cesana Torinese 2008).

### Mondiali juniores
- 8 medaglie:
  - 5 ori (bob a due, bob a quattro ad Altenberg 1997; bob a due, bob a quattro a Cortina d'Ampezzo 1998; bob a due ad Altenberg 1999);
  - 3 argenti (bob a quattro a Lillehammer 1995; bob a due, bob a quattro a Cortina d'Ampezzo 1996).

### Coppa del Mondo
- Vincitore della classifica generale del bob a due nel 2007/08.
- Vincitore della classifica generale del bob a quattro nel 2000/01, nel 2002/03, nel 2003/04 e nel 2007/08.
- Vincitore della classifica generale della combinata maschile nel 2000/01, nel 2002/03, nel 2003/04 e nel 2007/08.
- 92 podi (39 nel bob a due, 53 nel bob a quattro):
  - 44 vittorie (19 nel bob a due, 25 nel bob a quattro);
  - 30 secondi posti (15 nel bob a due, 15 nel bob a quattro);
  - 18 terzi posti (5 nel bob a due, 13 nel bob a quattro).

#### Coppa del Mondo - vittorie
| Data             | Luogo                | Paese       | Disciplina                                                  |
| ---------------- | -------------------- | ----------- | ----------------------------------------------------------- |
| 14 novembre 1998 | Cortina d'Ampezzo    | Italia      | a quattro con Christoph Heyder, Enrico Kühn e Lars Behrendt |
| 15 gennaio 2000  | Cortina d'Ampezzo    | Italia      | a due con René Hoppe                                        |
| 17 dicembre 2000 | Cortina d'Ampezzo    | Italia      | a quattro con nd                                            |
| 18 febbraio 2001 | Calgary              | Canada      | a quattro con Lars Behrendt, René Hoppe e Carsten Embach    |
| 25 febbraio 2001 | Park City            | Stati Uniti | a quattro con Enrico Kühn, Kevin Kuske e Carsten Embach     |
| 18 novembre 2001 | Lake Placid          | Stati Uniti | a quattro con Lars Behrendt, Kevin Kuske e Carsten Embach   |
| 8 dicembre 2001  | Igls                 | Austria     | a quattro con Enrico Kühn, Kevin Kuske e Carsten Embach     |
| 20 gennaio 2002  | Cortina d'Ampezzo    | Italia      | a quattro con Enrico Kühn, Kevin Kuske e Carsten Embach     |
| 1º dicembre 2002 | Altenberg            | Germania    | a quattro con Kevin Kuske, René Hoppe e Carsten Embach      |
| 7 dicembre 2002  | Igls                 | Austria     | a due con Kevin Kuske                                       |
| 8 dicembre 2002  | Igls                 | Austria     | a quattro con Kevin Kuske, René Hoppe e Carsten Embach      |
| 7 febbraio 2003  | Calgary              | Canada      | a due con Kevin Kuske                                       |
| 8 febbraio 2003  | Calgary              | Canada      | a quattro con Kevin Kuske, René Hoppe e Carsten Embach      |
| 22 novembre 2003 | Calgary              | Canada      | a quattro con Kevin Kuske, René Hoppe e Thomas Pöge         |
| 30 novembre 2003 | Lake Placid          | Stati Uniti | a quattro con Kevin Kuske, René Hoppe e Lars Behrendt       |
| 20 dicembre 2003 | Altenberg            | Germania    | a due con Kevin Kuske                                       |
| 21 dicembre 2003 | Altenberg            | Germania    | a quattro con Kevin Kuske, René Hoppe e Lars Behrendt       |
| 25 gennaio 2004  | St. Moritz           | Svizzera    | a quattro con Kevin Kuske, Udo Lehmann e René Hoppe         |
| 30 gennaio 2004  | Cortina d'Ampezzo    | Italia      | a quattro con Udo Lehmann, René Hoppe e Lars Behrendt       |
| 14 febbraio 2004 | Igls                 | Austria     | a due con Kevin Kuske                                       |
| 15 febbraio 2004 | Igls                 | Austria     | a quattro con Kevin Kuske, Udo Lehmann e René Hoppe         |
| 27 novembre 2004 | Winterberg           | Germania    | a due con Kevin Kuske                                       |
| 11 novembre 2005 | Calgary              | Canada      | a due con Kevin Kuske                                       |
| 12 novembre 2005 | Calgary              | Canada      | a quattro con Kevin Kuske, René Hoppe e Martin Putze        |
| 19 novembre 2005 | Lake Placid          | Stati Uniti | a due con Kevin Kuske                                       |
| 21 gennaio 2006  | St. Moritz           | Svizzera    | a due con Kevin Kuske                                       |
| 1º dicembre 2006 | Calgary              | Canada      | a due con Kevin Kuske                                       |
| 2 dicembre 2006  | Calgary              | Canada      | a quattro con Kevin Kuske, Alexander Rödiger e Martin Putze |
| 8 dicembre 2006  | Park City            | Stati Uniti | a due con Kevin Kuske                                       |
| 16 dicembre 2006 | Lake Placid          | Stati Uniti | a due con Kevin Kuske                                       |
| 17 febbraio 2007 | Winterberg           | Germania    | a due con Kevin Kuske                                       |
| 23 febbraio 2007 | Schönau am Königssee | Germania    | a due con Kevin Kuske                                       |
| 30 novembre 2007 | Calgary              | Canada      | a due con Kevin Kuske                                       |
| 26 gennaio 2008  | St. Moritz           | Svizzera    | a due con Martin Putze                                      |
| 3 febbraio 2008  | Schönau am Königssee | Germania    | a quattro con Kevin Kuske, René Hoppe e Alexander Metzger   |
| 10 febbraio 2008 | Winterberg           | Germania    | a quattro con René Hoppe, Marc Kühne e Martin Putze         |
| 30 novembre 2008 | Winterberg           | Germania    | a quattro con Kevin Kuske, Alexander Rödiger e Martin Putze |
| 6 dicembre 2008  | Altenberg            | Germania    | a due con Kevin Kuske                                       |
| 19 dicembre 2009 | Altenberg            | Germania    | a due con Kevin Kuske                                       |
| 20 dicembre 2009 | Altenberg            | Germania    | a quattro con Kevin Kuske, René Hoppe e Martin Putze        |
| 10 gennaio 2010  | Schönau am Königssee | Germania    | a quattro con Kevin Kuske, René Hoppe e Martin Putze        |
| 16 gennaio 2010  | St. Moritz           | Svizzera    | a due con Kevin Kuske                                       |
| 17 gennaio 2010  | St. Moritz           | Svizzera    | a quattro con Kevin Kuske, René Hoppe e Martin Putze        |
| 25 gennaio 2010  | Igls                 | Austria     | a quattro con Kevin Kuske, René Hoppe e Martin Putze        |

### Campionati tedeschi
- 6 medaglie[1]:
  - 2 ori (bob a quattro nel 2000; bob a quattro a Winterberg 2009).
  - 1 argento[1] (bob a due a Schönau am Königssee 2004);
  - 3 bronzi[1] (bob a quattro a Winterberg 2002; bob a quattro a Schönau am Königssee 2004; bob a due a Winterberg 2009).